# تپه شماره ۲ دره المازو
تپه شماره ۲ دره المازو مربوط به هزاره اول قبل از میلاد است و در شهرستان شاهرود، بخش میامی، روستای دشت شاد واقع شده و این اثر در تاریخ ۱۰ دی ۱۳۸۱ با شمارهٔ ثبت ۶۵۸۰ به‌عنوان یکی از آثار ملی ایران به ثبت رسیده است.